# Vicente Guillermo Arnaud
Vicente Guillermo Arnaud (3 de septiembre de 1925, Buenos Aires, Argentina - 2022) cursó estudios de abogacía y del doctorado en Ciencia Política. Licenciado en Diplomacia. Diploma y posdiploma en Asuntos Internacionales (Universidad de Londres, Gran Bretaña, 1960-63). Traductor Público Nacional.
Ingresó por concurso al Servicio Exterior en 1950 como agregado y vicecónsul, siendo sucesivamente promovido hasta llegar a embajador. Prestó servicio en las embajadas de Argentina en Gran Bretaña y en Egipto. Encargado de negocios en Indonesia. Jefe de la división Naciones Unidas. Jefe de gabinete de la subsecretaría de Relaciones Exteriores. Embajador en Kenia y representante permanente ante el Programa de las Naciones Unidas para el Medio Ambiente. Jefe del departamento África y Cercano Oriente. Cónsul general en México. Encargado de negocios en Jamaica. Embajador en Emiratos Árabes Unidos. Subsecretario de Paz y Seguridad Internacionales. Embajador en Turquía. Director general de las delegaciones de Argentina en España e Italia. Delegado en numerosas asambleas generales de las Naciones Unidas y conferencias internacionales, y presidente de la delegación en la IV UNCTAD. Recibió la medalla de la Coronación de la reina Isabel II del Reino Unido y fue condecorado por los gobiernos de Portugal, Egipto, Líbano, Gabón y México.
Académico de número de la Academia Nacional de Geografía. Académico de número de la Academia Argentina de Ciencias del Ambiente. Académico de la Academia Mexicana de Derecho Internacional. Premio “Enrique Peña” 1948, medalla de oro de la Academia Nacional de Historia. Académico de las academias Argentina de Ceremonial; Belgraniana de la República Argentina y del Mar. Miembro de la Asociación Argentina de Derecho internacional. Miembro del Consejo Argentino para las Relaciones Internacionales. Asesor del Centro de Estudios para la Nueva Mayoría. Exprofesor titular de Política Internacional, Organismos Internacionales, Derecho Diplomático y Consular y Estructura de la Economía, en la Universidad de Belgrano y la Universidad del Salvador. Exdirector de la carrera de licenciatura en Relaciones Internacionales de la Universidad de Belgrano (1993 y 1994). Exdirector del Centro de Estudios Internacionales de la Universidad de Belgrano (1996-1998).